# 司马国璠
司马国璠（4世紀—420年6月23日），河内郡温县（今河南省焦作市温县）人，安平献王司马孚的后裔，河间王司马昙之之子，东晋宗室，东晋、南燕、后秦、北魏官员。

## 生平
桓玄之乱时，司马国璠和弟弟司马叔璠北逃到南燕慕容超那里。太上二年二月甲戌（406年4月2日），司马国璠等人攻克弋阳。弘始十二年（410年）六月，司马国璠、司马叔璠、司马叔道一起投奔后秦，姚兴对他们说：“刘裕正在诛杀桓玄，匡复晋朝，诸位为什么而来？”司马国璠等人说：“刘裕和叛乱的歹徒削弱王室，我们宗族中修身有成就的人没有不被杀害的。刘裕正是国家的祸患，更甚于桓玄。我们是逃避而来，不是忠诚于您，而是逃避死亡。”姚兴赞赏这番话，任命司马国璠出任建义将军、扬州刺史，并赐给他们住宅。泰常二年，刘裕消灭姚泓，九月癸酉（417年9月30日），司马叔璠等人归附北魏。
司马国璠在北魏封淮南公，当时司马文思与司马国璠、司马道赐都不和，却假装亲近他们，请二人一起来宴饮。司马国璠生性粗疏率直，因为喝醉，就告诉司马文思，说自己与温楷以及三城胡人头领王珍、曹粟要外逃反叛，并提到可以做同谋的京城豪强数十人。司马文思告发了司马国璠他们，泰常五年五月庚戌（420年6月23日），司马国璠和司马道赐等人都被诛杀。

## 家庭

### 祖父
- 司马钦，东晋右卫将军、散骑常侍、中护军、使持节、侍中、太尉公、河间王，赠车骑大将军、仪同三司、谥号武王[1]

### 父亲
- 司马昙之，东晋侍中、左卫将军、河间王，赠使持节、镇西将军、荆州刺史，谥号景王[1]

### 兄弟
- 司马叔璠，北魏安远将军、丹杨简公